# Armin Sinančević
Armin Sinančević (serbisch-kyrillisch Армин Синанчевић, * 14. August 1996 in Prijepolje, Bundesrepublik Jugoslawien) ist ein serbischer Leichtathlet, der sich auf das Kugelstoßen spezialisiert hat und aktuell Inhaber des Landesrekordes in dieser Disziplin ist. 2022 wurde er in München Vizeeuropameister.

## Sportliche Laufbahn
Erste internationale Erfahrungen sammelte Armin Sinančević 2019 bei den Weltmeisterschaften in Doha, bei denen er das Finale gelangte, dort aber keinen gültigen Versuch mehr zustande brachte. Zuvor gewann er bei den Balkan-Meisterschaften in Prawez mit 20,58 m die Silbermedaille. Im Jahr darauf sicherte er sich bei den Balkan-Hallenmeisterschaften in Istanbul mit 19,77 m die Bronzemedaille und 2021 siegte er bei den Balkan-Hallenmeisterschaften ebendort mit einem Stoß auf 20,63 m. Kurz darauf erreichte er bei den Halleneuropameisterschaften in Toruń mit 20,74 m Rang sechs. Anfang Mai steigerte er seine Freiluftmarke auf 21,88 m und stellte damit einen neuen Landesrekord auf. Anschließend wurde er bei der Doha Diamond League mit derselben Weite Dritter. Anschließend wurde er bei der Golden Gala Pietro Mennea mit 21,60 m Zweiter und siegte dann mit einem Stoß auf 21,50 m bei den Balkan-Meisterschaften im heimischen Smederevo. Im August nahm er erstmals an den Olympischen Spielen in Tokio teil und belegte dort mit 20,89 m im Finale den siebten Platz. Anfang September gelangte er bei Weltklasse Zürich mit 21,86 m auf Rang drei.
2022 startete er bei den Mittelmeerspielen in Oran und siegte dort mit Saisonbestleistung von 21,29 m. Anschließend gewann er bei den Europameisterschaften in München mit 21,39 m die Silbermedaille hinter dem Kroaten Filip Mihaljević. Im Jahr darauf blieb er bei den Halleneuropameisterschaften in Istanbul in der Vorrunde ohne gültigen Versuch. Im Juni wurde er bei der 2. Liga der Team-Europameisterschaft im Zuge der Europaspiele in Chorzów mit 20,42 m Dritter, ehe er im August bei den Weltmeisterschaften in Budapest mit 20,78 m im Finale den neunten Platz belegte. 2024 brachte er bei den Europameisterschaften in Rom in der Vorrunde keinen gültigen Versuch zustande. Anschließend schied er bei den Olympischen Sommerspielen in Paris mit 19,31 m in der Qualifikationsrunde aus. Im Jahr darauf gewann er bei den Balkan-Hallenmeisterschaften in Belgrad mit 20,42 m die Silbermedaille hinter dem Rumänen Andrei Toader, ehe er bei den Halleneuropameisterschaften in Apeldoorn mit 20,49 m den fünften Platz belegte. Ende Juni wurde er bei der 2. Liga der Team-Europameisterschaft in Maribor mit 20,54 m Zweiter hinter dem Norweger Marcus Thomsen, ehe er bei den Balkan-Meisterschaften in Volos mit 20,70 m die Silbermedaille hinter dem Rumänen Toader gewann.
In den Jahren 2016 und 2017 sowie von 2021 bis 2025 wurde Sinančević serbischer Meister im Kugelstoßen im Freien sowie 2016 und 2020 und 2021, 2023 und 2025 auch in der Halle.